# Ayodhya (distrikt)
Ayodhya är ett distrikt i den indiska delstaten Uttar Pradesh, och hade 2 088 928 invånare år 2001 på en yta av 2 764 km². Det gör en befolkningsdensitet på 755,8 inv/km². Den administrativa huvudorten är staden Faizabad. De största religionerna är Hinduism (85,15 %) och Islam (14,57 %).

## Administrativ indelning
Distriktet är indelat i fem kommunliknande enheter, tehsils:
- Bikapur, Faizabad, Milkipur, Rudauli, Sohawal

## Städer
Distriktets städer är huvudorten Faizabad samt Ayodhya, Bhadarsa, Bikapur, Faizabad (Cantonment Board), Gosainganj och Rudauli.
Urbaniseringsgraden låg på 13,46 procent år 2001.